# Jhukarcultuur
De Jhukarcultuur was de fase in Sindh volgend op de hoog-Harappa-periode. Naast typesite Jhukar omvatte deze onder meer Chanhudaro en Amri. De overgang vanaf hoog-Harappa was een geleidelijke waarbij het gewichtenstelsel steeds minder gebruikt werd, het Indusschrift beperkt bleef tot de vazen en de zegels veranderden, terwijl de grote steden als Mohenjodaro verlaten werden. Er was nog wel contact met Rangpur en Lothal in Saurashtra. Pirak lag binnen de invloedssfeer van deze cultuur, maar ontwikkelde zijn eigen Pirakcultuur. Deze periode viel samen met die van de Cemetery H-cultuur in West-Punjab en de Ghaggar-Hakra-vallei.
De nederzetting werd in 1927 opgegraven door Nani Gopal Majumdar. De kwaliteit van het aardewerk was minder dan die van het voorgaande hoog-Harappa en ook van het kunstzinnige Cemetery H. Majumdar dacht dan ook dat het een vervallen cultuur betrof die het gebied in was getrokken nadat de Harappanen vertrokken waren. Dit is wel gezien als een voorbeeld van de Indo-Arische migratie, maar daarvoor lijkt de overgang niet abrupt genoeg. Het wordt dan ook vooral gezien als een onderdeel van laat-Harappa. Rond 1700 v.Chr. werden veel nederzettingen verlaten om pas rond 500 v.Chr. weer bewoond te worden.